# Roberto Trashorras
Roberto Trashorras Gayoso (ur. 28 lutego 1981 w Rábade) – hiszpański piłkarz grający na pozycji ofensywnego pomocnika. Od 2011 roku jest zawodnikiem klubu Rayo Vallecano.

## Kariera piłkarska
Karierę piłkarską Trashorras rozpoczynał w klubie Racing Vilalbés. Następnie w 1995 roku podjął treningi w FC Barcelona. W 1999 roku zaczął grać w rezerwach tego klubu. Z kolei 5 października 2001 zadebiutował w pierwszym zespole Barcelony w Primera División, w przegranym 1:2 wyjazdowym meczu z Deportivo La Coruña. Był to jego jedyny mecz w barwach pierwszej drużyny Barcelony.
W 2003 roku Trashorras przeszedł do Realu Madryt i grał tam w drugim zespole Castilla. W 2005 roku przeszedł do Numancii. W Numancii swój debiut zanotował 30 października 2005 w domowym meczu z SD Eibar (1:2). W Numancii spędził rok.
W 2006 roku Trashorras został zawodnikiem UD Las Palmas. Zadebiutował w nim 29 października 2006 w przegranym 1:3 wyjazdowym spotkaniu z Realem Murcia. W Las Palmas grał do końca sezonu 2007/2008.
W 2008 roku Trashorras przeszedł do Celty Vigo. W Celcie swój debiut zaliczył 30 sierpnia 2008 w przegranym 0:1 domowym meczu z Gironą. Występował tam przez trzy sezony i był podstawowym zawodnikiem tego klubu.
W 2011 roku Trashorras przeszedł do beniaminka Primera División, Rayo Vallecano. W Rayo zadebiutował 28 sierpnia 2011 roku w zremisowanym 1:1 wyjazdowym meczu z Athletikiem Bilbao. 6 listopada 2011 w spotkaniu z Realem Sociedad (4:0) strzelił swojego pierwszego gola w Primera División.
| Sezon   | Klub                 | Kraj      | Rozgrywki          | Mecze | Bramki |
| ------- | -------------------- | --------- | ------------------ | ----- | ------ |
| 1999/00 | FC Barcelona B       | Hiszpania | Segunda División B | ?     | ?      |
| 2000/01 | FC Barcelona B       | Hiszpania | Segunda División B | ?     | ?      |
| 2001/02 | FC Barcelona         | Hiszpania | Primera División   | 1     | 0      |
| 2001/02 | FC Barcelona B       | Hiszpania | Segunda División B | 35    | 15     |
| 2002/03 | FC Barcelona B       | Hiszpania | Segunda División B | 22    | 5      |
| 2003/04 | Real Madryt Castilla | Hiszpania | Segunda División B | 32    | 6      |
| 2004/05 | Real Madryt Castilla | Hiszpania | Segunda División B | 33    | 4      |
| 2005/06 | CD Numancia          | Hiszpania | Segunda División   | 12    | 1      |
| 2006/07 | UD Las Palmas        | Hiszpania | Segunda División   | 30    | 8      |
| 2007/08 | UD Las Palmas        | Hiszpania | Segunda División   | 32    | 3      |
| 2008/09 | Celta Vigo           | Hiszpania | Segunda División   | 33    | 3      |
| 2009/10 | Celta Vigo           | Hiszpania | Segunda División   | 38    | 9      |
| 2010/11 | Celta Vigo           | Hiszpania | Segunda División   | 36    | 5      |
| 2011/12 | Rayo Vallecano       | Hiszpania | Primera División   | 29    | 2      |
| 2012/13 | Rayo Vallecano       | Hiszpania | Primera División   | 35    | 1      |
| 2013/14 | Rayo Vallecano       | Hiszpania | Primera División   | 37    | 1      |
| 2014/15 | Rayo Vallecano       | Hiszpania | Primera División   | 33    | 1      |
| 2015/16 | Rayo Vallecano       | Hiszpania | Primera División   | 36    | 2      |
| 2016/17 | Rayo Vallecano       | Hiszpania | Segunda División   | 34    | 1      |
| 2017/18 | Rayo Vallecano       | Hiszpania | Segunda División   | 7     | 0      |

## Kariera reprezentacyjna
Trashorras grał w młodzieżowych reprezentacjach Hiszpanii na różnych szczeblach wiekowych. W 1999 roku zagrał z reprezentacją U-18 na Mistrzostwach Europy U-18.